# 中國民運基金
中國民運基金是由香港中文大學學生會於1989年創立。當時中大學生會率先聲援北京的八九學運，發起籌款。5月時，中大學生會舉辦了五四大遊行，由中大烽火臺（百萬大道上的一個高臺，學生活動常常在這裡舉行）出發，一直遊行至中環。之後，中大學生會派出多名代表上京，把籌得的六十多萬港元的善款交給當時物資短缺的北京學生，讓他們得以留守廣場。中大代表還在廣場擔任多項工作，支持民運。六四事件後，中大學生會還協助大量內地民運人士逃離中國。當中，天安門廣場總指揮柴玲也曾獲中大學生會協助，經中大逃住國外。其後，中大學生會還用當年所籌得的款項成立中國民運基金，推動民主運動。 

近年来，该基金会的运作模式不断调整，以适应社会环境的变化。除了传统的资金支持，基金会还关注公共事务、社会发展及人权问题，探索更多方式推动社会进步。其活动范围也从香港扩展至国际层面，与其他地区的组织建立合作网络，推动跨国交流。
1. ↑  , 2025-03-18  [2025-03-28] （中文）
2. ↑  , 2024-05-18  [2025-03-28] （中文）
3. ↑  , 2022-07-22  [2025-03-28] （中文）